# Sabra (Gaza)
Pour les articles homonymes, voir Sabra.
Sabra est un quartier à l'ouest de la ville de Gaza. Il a été créé pendant la période de la Palestine mandataire. 
Il abrite le marché municipal de la ville, construit dans les années 1930 au sud de la rue Omar Mukhtar (en).